# Krokar (ozvezdje)
Krokar je majhno južno ozvezdje. Je eno od Ptolemajevih ozvezdij.

## Zvezde
Zvezde Gama, Epsilon, Delta in Beta Krokarja sestavljajo asterizem Jadro</ref> or "the Sail"..
Štiri najsvetlejše zvezde v Krokarju niso nič posebnega. Alfa oziroma Alchiba je bela zvezda magnitude 4,0 in je 40 ly proč, Beta je rumena orjakinja z magnitudo 2,7 in je 140 ly proč. Gama ali Gienah je z 2m6 najsvetlejša zvezda v Krokarju. Leži 165 ly stran od nas in je modrobela orjakinja. Delta oziroma tradicionalno Algorab je dvojna zvezda, razločljiva v manjših amaterskih teleskopih. Svetlejša je modrobela zvezda magnitude 2,9. Spremljevalka je nekoliko vijoličasta zvezda 9. magnitude.
Struve 1669 je dvojna zvezda, razločljiva v manjših amaterskih teleskopih. Obe zvezdi v paru sta beli, s prostim očesom pa sta vidni kot zvezdica magnitude 5,2. V resnici ima ena navidezni sij 5m9, druga pa 6m0 .
31 Čaše, ki je originalno ležala v Čaši, je zvezdica magnitude 5,2 in je bila enkrat zamenjana za Merkurjevo luno.
TT Krokarja je polpravilna spremenljiva rdeča orjakinja spektralnega razreda M3III.

## Nezvezdna telesa
V ozvezdju ne leži noben Messierjev objekt.
NGC 4038 in NGC 4039 sta medsebojno delujoči galaksiji, ki imata z Zemlje obliko srca. Obe sta bili nekoč spiralni in svetita z 10. magnitudo .
Planetarna meglica NGC 4361 leži v središču Krokarja. Spominja na majhno eliptično galaksijo, ampak zvezdica 13. Magnitude v njenem središču ne pušča dvoma o njeni naravi.

## Zgodovinska ozvezdja na Krokarjevem mestu
V kitajski astronomiji je bil tam Živo rdeči ptič juga (南方朱雀, Nán Fāng Zhū Què).
Polinezijska ljudstva so imela ozvezdja prav tako na mestu Krokarja. Na atolu Pukapuka so ga klicali Te Manu, na Družbenih otokih pa Metua-ai-papa.